# سد دوبساری
سد دوبساری (به لاتین: Dubăsari Dam) یک سد و نیروگاه برقابی در مولداوی است که در Dubossary District واقع شده‌است.